# Lago Singliser
El lago Singliser (en alemán: Singlisersee) es un lago situado al noreste de la ciudad de Fráncfort del Meno, en el distrito rural de Schwalm-Eder, en el estado de Hesse (Alemania), a una altitud de 185 metros; tiene un área de 74 hectáreas.